# Robert Cornthwaite (calciatore)
Robert Richard Cornthwaite (Blackburn, 24 ottobre 1985) è un ex calciatore australiano, di ruolo difensore.

## Carriera

### Adelaide United
Nel 2005 Cornthwaite firma con gli australiani dell'Adelaide United. Nei primi due anni non viene utilizzato molto, ma a partire dalla terza stagione comincia a giocare con una certa regolarità collezionando 19 presenze e realizzando il primo gol in Champions League contro il Pohang Steelers. Cornthwaite raggiunge la cinquantesima presenza in A-League il 27 dicembre 2008 contro il Perth Glory. Cornthwaite firma un nuovo contratto con l'Adelaide United nell'ottobre 2009.

### Jeonnam Dragons
L'8 marzo 2011 passa ai sudcoreani dello Jeonnam Dragons, firmando un contratto di due anni.

### Selangor
Nei primi mesi del 2015, Cornthwaite passa ai malaysiani del Selangor dove colleziona 32 presenze e 4 reti complessivamente. Nel luglio 2016 il suo contratto con i malaysiani termina.

### Western Sydney
Il 14 luglio 2016 firma un contratto di 2 anni con il Western Sydney Wanderers.

## Palmares

### Competizioni nazionali
- A-League Premiership: 1

Adelaide United: 2005-2006
- Coppa della Malaysia: 1

Selangor: 2015